# Crinia glauerti
Crinia glauerti är en groddjursart som beskrevs av Arthur Loveridge 1933. Crinia glauerti ingår i släktet Crinia och familjen Myobatrachidae. IUCN kategoriserar arten globalt som livskraftig. Inga underarter finns listade i Catalogue of Life.